# Васильевский, Николай Иванович
Николай Иванович Васильевский (1884—1950) — русский советский миколог и фитопатолог, ботаник, доктор биологических наук (1942).

## Биография
Родился 3 (16) января 1884 год в Ярославле. Учился на естественном отделении физико-математического факультета Петербургского университета, окончил его в 1913 году.
С 1916 года работал в Департаменте земледелия в должности помощника заведующего энтомо-фитопатологического отделения, с 1918 года — в Отделе земледелия Союза коммун Северной области.
В 1918—1921 годах преподавал естествознание в школе, до 1925 года руководил естественно-историческим кружком при Политическом управлении Балтфлота. С 1919 года Н. И. Васильевский работал в Петербургском ботаническом саду (ныне — Ботанический сад БИН РАН). В 1926 году он стал преподавать фитопатологию в Ленинградском сельскохозяйственном техникуме.
В 1935 году Васильевскому была присвоена степень кандидата биологических наук без защиты диссертации. 
В 1942 году он защитил диссертацию доктора наук по теме «Критико-монографический обзор некоторых родов паразитных грибов из группы меланкониевых, применительно к флоре СССР».
В 1925—1926 годах занимался сбором образцов грибов-паразитов в Ярославской области, в 1928—1929 годах — в Тамбовской области, в 1935 году — на Черноморском побережье Кавказа.
В соавторстве с Борисом Палладиевичем Каракулиным (1888—1942) Н. И. Васильевский вёл работу по составлению обзора основных паразитических несовершенных грибов. Были изданы два тома работы — т. 1 «Гифомицеты» (1937) и т. 2 «Меланкониальные» (1950).

## Некоторые публикации
- Васильевский Н. И., Бондарцева-Монтеверде В. Н. Аскохитоз гороха. — М.—Л., 1937. — 87 с.
- Васильевский Н. И., Каракулин Б. П. Паразитные несовершенные грибы. I. Гифомицеты. — М.—Л., 1937. — 517 с.
- Васильевский Н. И., Каракулин Б. П. Паразитные несовершенные грибы. Ч. II. Меланкониальные. — М.—Л., 1950. — 680 с.

## Виды, названные именем Н. И. Васильевского
- Colletotrichum vassiljevskyi Negru, 1961
- Kurssanovia vassiljevskii Kravtzev, 1955
- Leptothyrium vassiljevskii Czerepan., 1966
- Naemosphaera vassiljevskii Kravtzev, 1955 — Chaetonaemosphaera vassiljevskii (Kravtzev) Schwarzman, 1968
- Septoria vassiljevskii Melnik, 1965, nom. nov.